# Roch Marc Christian Kaboré
Roch Marc Christian Kaboré (Ouagadougou, 25 aprile 1957) è un politico burkinabè, è stato presidente del Burkina Faso dal 29 dicembre 2015 al 24 gennaio 2022.

## Carriera politica
È stato Primo ministro del Burkina Faso dal marzo 1994 al febbraio 1996.
Dal 2000 al 2012 ha ricoperto la carica di Presidente dell'Assemblea nazionale del Burkina Faso, camera bassa fino al 2002 e unica camera dal 2002 del sistema parlamentare del Paese.
Il 29 novembre 2015 vinse le elezioni presidenziali in Burkina Faso al primo turno con circa il 50% dei voti diventando così presidente della nazione. Il 29 dicembre, si insedia ufficialmente alla carica di presidente succedendo a Michel Kafando.
Nel novembre 2021, Roch Marc Christian Kaboré deve affrontare manifestazioni contro la crescente insicurezza nel Paese.
Nel gennaio 2022, viene arrestato dai militari con un colpo di Stato, per poi essere messo agli arresti domiciliari.